# Polydipsie
Als Polydipsie (von griechisch πολυδίψιος polydípsios „vieldurstig“; zu πολύς polýs „viel“, und δίψα dípsa „Durst“) bezeichnet man in der Medizin einen krankhaft gesteigerten Durst oder ein übermäßiges Durstgefühl. Sie ist in der Regel mit dem Trinken großer Flüssigkeitsmengen und auch mit einer erhöhten Harnausscheidung (Polyurie) verbunden. Diese entsprechend gesteigerte Harnausscheidung wird dann als Polyurodipsie bezeichnet. Das Gegenteil von Polydipsie, also ein nicht vorhandenes Durstgefühl, nennt man Oligodipsie oder Adipsie.
Durst und vermehrtes Trinken können banal, aber auch Zeichen schwerwiegender, teilweise lebensbedrohlicher Krankheiten sein. Die tägliche Trinkmenge beim Erwachsenen liegt im Normalfall bei maximal vier Litern. Bei höheren Mengen sollte eine zugrunde liegende Erkrankung ärztlich ausgeschlossen werden.
Ein extremes Vieltrinken (englisch: excessive thirst leading to excessive fluid intake) ist bei schwerer Arbeit und hohen Temperaturen erforderlich. Davon ist die krankhafte Potomanie oder Dipsomanie (englisch: compulsive drinking oder auch acute psychogenic water drinking) im Sinne einer psychogenen Polydipsie zum Beispiel beim psychogenen Diabetes insipidus (auch: Pseudodiabetes insipidus) abzugrenzen. Hier wird das bloße Wassertrinken mitunter mit einem pathologischen Alkoholkonsum verwechselt.

## Ursachen
Die Ursache dieser Erkrankung liegt meist in der verminderten Fähigkeit der Niere, den Harn zu konzentrieren. Hierdurch kommt es zu Wasserverlust über den Urin. Durch die erhöhte Ausscheidung erhöht sich auch das Durstgefühl und es kommt notwendigerweise zu vermehrtem Trinken, um den Flüssigkeitshaushalt auszugleichen. Die Polydipsie ist keine Krankheit (Ursache), sondern ein Symptom (Folge anderer Krankheiten).
Mögliche dem zugrundeliegende Erkrankungen können sein:
Diabetes mellitus, Diabetes insipidus, Erkrankungen der Nebenschilddrüse (Hyperparathyreoidismus), Cushing-Syndrom, Elektrolytstörungen (Hyperkalzämie), Nierenerkrankungen, Einnahme Wasser ausschwemmender Medikamente (Diuretika), Nebenwirkung verschiedener Medikamente, psychische Erkrankungen (Verhaltens- und Persönlichkeitsstörung, zum Beispiel latente Anorexia nervosa), alkoholbedingte Hirnschäden (z. B. zentrale pontine Myelinolyse). Auch vermehrter Alkoholkonsum, Fieber und Durchfallerkrankungen können zu einer vorübergehenden Polydipsie mit geringem Krankheitswert führen. Besonders Kinder mit einer Niereninsuffizienz leiden an Polydipsie, Polyurie und Enuresis.
Ebenso kommt es zur Polydipsie beim Burnett-Syndrom, beim Bartter-Syndrom und beim Gitelman-Syndrom sowie als unerwünschte Arzneimittelnebenwirkung einer Lithium-Therapie. Auch Schilddrüsenhormone, Nebenschilddrüsenhormone, Zink, Anticholinergika, Phenobarbital und Atropin können eine Polydipsie verursachen. Neuroleptika können zu einer Xerostomie mit vermehrtem Durst führen. Beim Phäochromozytom im Kindesalter komme es oftmals zu Polydipsie und Polyurie. Eine chronische interstitielle Nephritis führe „zu Nykturie, später zu Polyurie und Polydipsie.“
„Verdachtsmomente auf das Vorliegen eines Diabetes mellitus [Typ 2] sind Polyurie, Polydipsie und Polyphagie.“ Im Kindesalter muss man bei „Polydipsie, Polyurie (insbesondere Nykturie) oder Abmagerung trotz ausreichender Ernährung“ dagegen an einen primär insulinabhängigen Diabetes mellitus (Typ-1-Diabetes), aber auch an eine Hypervitaminose von Vitamin D denken.
„Ein sekundärer ADH-Mangel ist Folge einer Hemmung der Sekretion bei exzessiver Flüssigkeitsaufnahme. Diese sogenannte primäre Polydipsie kann in drei Untergruppen eingeteilt werden:“ dipsogener Diabetes insipidus, psychogene Polydipsie und iatrogene Polydipsie. Dieser dritte Subtyp „entsteht durch Empfehlungen medizinischen Personals oder der Boulevard-Presse, man solle viel Flüssigkeit zu sich nehmen.“ Der Flüssigkeitsentzug mit „Polyurie und Polydipsie“ beim Diabetes insipidus „kann in kürzester Frist zu schweren psychotischen Zuständen mit Kollaps (Dehydratation) führen“; das erschwert die Differentialdiagnose der psychogenen Polydipsie.

## Komplikationen
Als Komplikation bei einer erhöhten Ausscheidung besteht immer die Gefahr der Austrocknung, wenn nicht ausreichend Flüssigkeit zugeführt wird. Außerdem kann es zu einem Verlust an Salzen und Mineralien im Körper kommen, die mit dem Urin ausgeschieden und nicht wieder aufgenommen werden.

## Therapie
Die Therapie besteht in der Behandlung der Grunderkrankung. Hauptziel ist es, schwerwiegende Ursachen von vermehrtem Durstgefühl und pathologischem Trinken zu erkennen und zu behandeln.
Sehr häufig ist ein Diabetes mellitus die Ursache für das Durstgefühl.

## Geschichte
„Früher [war die Polydipsie] auch ein Synonym für Diabetes [mellitus], bei dem Polydipsie ein hervorstechendes Symptom bildet.“ So definierte 1865 der Brockhaus: Der „Diabetes (Harnruhr, Polyuria, Durstsucht, Polydipsia) [ist] die Folge des übermäßigen Wasserverlustes (Zucker- oder Honigharnruhr, Diabetes mellitus, Glucosuria).“ Später waren dagegen „krankhafter Durst, Diabetes insipidus“ und Polydipsie Synonyme.
Die Zusammenhänge zwischen Polydipsie und Polyurie waren lange umstritten. So schrieb Franz Volhard noch 1931, es sei „nicht zu bezweifeln, daß die Polyurie das Primäre und die Polydipsie ihre Folge ist.“ Dagegen galt bei der primären Polydipsie: „Der Durst ist primär, die Polyurie die Folge.“ Die „Folge der Polyurie“ der Patienten mit Diabetes insipidus „ist die Polydipsie, die Zwangscharakter hat.“
Auch kommt es oft zu Verwechslungen von Durst und Trinken. So beschreibt Gerd Herold die typische Trias beim Diabetes insipidus als „Polyurie (5 – 25 l/24h), zwanghafter Durst mit Polydipsie (häufiges Trinken) und Asthenurie (fehlende Konzentrationsfähigkeit des Harns).“ Auch Maxim Zetkin und Herbert Schaldach definieren die Polydipsie als „pathologische Steigerung der Trinkmenge und des Durstgefühls.“ Ähnlich auch Ernst Lauda noch 1951: „Unter Diabetes insipidus versteht man eine exzessive Polyurie mit sekundärer Polydipsie (Vieltrinken).“ Es kam zu Verwechslungen „zwischen psychogener Polydipsie und ADH-refraktärem Diabetes insipidus (renalis)“ und einem Diabetes insipidus centralis.